# Agneta Englund
Agneta Englund es una deportista sueca que compitió en vela en la clase Laser Radial. Ganó dos medallas de plata en el Campeonato Europeo de Laser Radial, en los años 1982 y 1984.

## Palmarés internacional
| Campeonato Europeo | Campeonato Europeo       | Campeonato Europeo | Campeonato Europeo |
| Año                | Lugar                    | Medalla            | Clase              |
| ------------------ | ------------------------ | ------------------ | ------------------ |
| 1982               | Glyfada (Grecia)         | Medalla de plata   | Laser Radial       |
| 1984               | Medemblik (Países Bajos) | Medalla de plata   | Laser Radial       |